# Michael Stier
Michael Stier (* 8. August 1965 in Thale) ist ein ehemaliger deutscher Politiker der SPD und war von 1998 bis 2002 Mitglied im Landtag von Sachsen-Anhalt.

## Leben und Beruf
Nach dem Besuch der Sekundarschule Timmenrode machte er von 1982 bis 1984 eine Lehre zum Landmaschinen- und Traktorenschlosser im KfL Blankenburg. 1990 legte Stier seine Meisterprüfung ab und 1994 erhielt er seine Ausbildereignungsprüfung bei der IHK. 1996 wurde er Betriebswirt des Handwerks und war als Qualitätsmanagementbeauftragter der Wirtschaftsakademie Gröningen beschäftigt.
Seit seinem Ausscheiden aus dem Landtag arbeitete er bei der Debeka Gruppe im Vertrieb, Anti Fraud und Compliance und dem Schwerpunkt Wirtschaftskriminalität. Er führt seit 2017 sein eigenes Unternehmen.

## Abgeordneter
Stier gehörte bis 2011 dem Kreistag des Landkreises Börde an.
Stier war von 1998 bis 2002 Landtagsabgeordneter. Er vertrat den Wahlkreis Oschersleben und war Sprecher für Mittelstandspolitik sowie Mitglied der Enquete-Kommission „Zukunftsfähiges Sachsen-Anhalt“.

## Sonstiges
- Ehrenamtliches Mitglied im Prüfungsausschuss der IHK
- Mitglied der Opferschutzorganisation „Weisser Ring e.V“